# Astraptes anthius
Astraptes anthius is een vlinder uit de familie van de dikkopjes (Hesperiidae). De wetenschappelijke naam van de soort is voor het eerst geldig gepubliceerd in 1891 door Paul Mabille. Deze naam wordt wel beschouwd als een synoniem van Astraptes halesius (Hewitson, 1877).